# 中央直辖区
中央直辖区（英語：Union territory；或作“联邦属地”、“联邦直辖区”）是印度直属中央政府管辖的一级行政区划单位。在印度，「中央直辖区」和「邦」的主要区别在于「邦」有自己的邦政府，而「中央直辖区」则由聯邦政府直接管辖，故中国官方将其直接意译为「中央直轄區」。

## 列表
至2020年印度共有8个中央直辖区，而本来同为中央直辖区的德里则于1991年改为「德里国家首都辖区」（National Capital Territory of Delhi），获得和邦同等的地位。现时印度的8个联邦属地分别是：
已設置立法議會：
有立法議會者享有聯邦院席位
- 查谟和克什米尔
- 本地治里
- 德里国家首都辖区（和邦同等的地位）

未設置立法議會:
- 安达曼-尼科巴群岛
- 昌迪加尔（旁遮普邦和哈里亚纳邦首府)
- 達德拉-納加爾哈維利和達曼-第烏
- 拉克沙群岛
- 拉達克

### 前联邦属地
- 阿鲁纳恰尔（后成为邦）
- 达德拉-纳加尔哈维利（后合并）
- 达曼-第乌（后合并）
- 果阿-达曼-第乌（后拆分）
- 喜马偕尔（后成为邦）
- 曼尼普尔（后成为邦）
- 米佐拉姆（后成为邦）
- 那加兰（后成为邦）
- 特里普拉（后成为邦）

## 外部連結
- 维基共享资源上的相關多媒體資源：中央直辖区